# Tormantos
Tormantos è un comune spagnolo di 200 abitanti situato nella comunità autonoma di La Rioja.